# 최영재 (1982년)
최영재(1982년 1월 12일 ~ )는 대한민국의 방송인, 교수다.

## 방송
- 캐시백 (2020)
- 재난탈출 생존왕 (2020)
- 강철부대 (2021)
- 내가 나로 돌아가는 곳 - 해방타운 (2021)
- 슈퍼히어로 (2021)
- 강철부대 2 (2022)
- 오늘부터 잇(IT)생 (2022)
- 현지인 브리핑, 지금 우리 나라는 (2022)
- 배틀트립 2 (2022)
- 오버 더 톱 (2022) - Top50
- 강철부대 3 (2023)

## 도서
- 도전하지 않는 것이 부끄러운 것이다(당신이 포기하지 않았으면 좋겠습니다) (2022)